# Elsteraue
Elsteraue é um município da Alemanha, situado no distrito de Burgenlandkreis, no estado de Saxônia-Anhalt. Tem 79,91 km² de área, e sua população em 2019 foi estimada em 8.108 habitantes.